# Bear McCreary

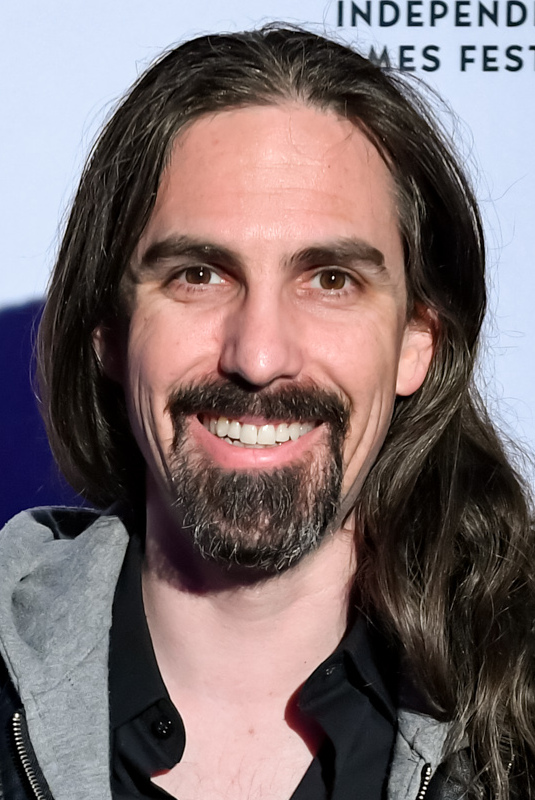
Bear McCreary (2019)

Bear McCreary (* 17. Februar 1979 in Fort Lauderdale, Florida) ist ein US-amerikanischer Komponist und Musiker (Akkordeon und Piano). Internationale Bekanntheit erlangte er durch seine Soundtracks zu den Fernsehserien Battlestar Galactica und The Walking Dead.

## Leben
Bear McCreary studierte an der USC Thornton School of Music (Komposition und Recording Arts). Während seines Studiums rekonstruierte er zusammen mit dem ursprünglichen Komponisten Elmer Bernstein die Filmmusik zu Könige der Sonne. Fehlende Teile wurden neu eingespielt, so dass nach vierzig Jahren erstmals ein Soundtrack veröffentlicht werden konnte.
Von 1998 bis 2005 komponierte er die Filmmusik zu mehreren Kurzfilmen.
Im August 2010 heiratete er die Sängerin Raya Yarbrough, mit der er unter anderem beim Soundtrack zu Battlestar Galactica zusammenarbeitete.
Sein Bruder Brendan McCreary, ebenfalls ein Musiker, ist Teil der Band Young Beautiful in a Hurry.

### Battlestar Galactica
Zusammen mit dem Komponisten Richard Gibbs schrieb Bear McCreary die Filmmusik zur Mini-Serie Battlestar Galactica. Die Filmmusik zu den 75 Folgen der Fernsehserie Battlestar Galactica komponierte McCreary alleine. Fünf Soundtrack-Alben wurden bisher veröffentlicht, vier Alben als Soundtrack zur Serie und ein Album mit der Filmmusik zu den Battlestar Galactica-Filmen Razor und The Plan. Ebenso schrieb McCreary den Soundtrack zum Battlestar Galactica-Prequel Caprica und zur Webserie Battlestar Galactica: Blood & Chrome.

### Weitere Arbeiten
McCreary schrieb die Musik zu den Fernsehserien Eureka, Terminator:S.C.C, Human Target und The Cape. Ferner hat er die Musik zu einigen Direct-to-Video-Produktionen wie Rest Stop 1, Rest Stop: Don’t Look Back, Wrong Turn 2: Dead End und für das Video-Spiel Dark Void komponiert. Außerdem vertonte er die Filme Step Up 3D, Europa Report und Godzilla II: King of the Monsters. Am 14. Juni 2019 veröffentlichte er ein Video mit seiner Titelmelodie aus dem Soundtrack von Lars Klevbergs Child’s Play, einem Remake von Chucky – Die Mörderpuppe.
Des Weiteren komponierte McCreary Musik zu Outlander, The Walking Dead, Da Vinci’s Demons, Defiance, Holliston und Marvel’s Agents of S.H.I.E.L.D., Der Herr der Ringe: Die Ringe der Macht, sowie für das Videospiel SOCOM 4: U.S. Navy SEALs.

## Filmografie (Auswahl)
Serien
- 2004–2009: Battlestar Galactica
- 2007–2009: Terminator: The Sarah Connor Chronicles
- 2007–2012: Eureka – Die geheime Stadt (Eureka)
- 2009–2010: Trauma
- 2009–2011: Human Target
- 2010: Caprica
- 2010–2022: The Walking Dead
- 2011: The Cape
- 2013–2015: Da Vinci’s Demons
- 2013–2015: Defiance
- 2013–2020: Marvel’s Agents of S.H.I.E.L.D.
- 2014–2017: Black Sails
- seit 2014: Outlander
- 2016: Damien
- 2019: Proven Innocent
- 2019: See – Reich der Blinden (See)
- 2021: Masters of the Universe – Revelation
- seit 2021: Foundation
- seit 2022: Der Herr der Ringe: Die Ringe der Macht (The Lord of the Rings: The Rings of Power)
- 2023: Percy Jackson: Die Serie (Percy Jackson and the Olympians)

Filme
- 2007: Wrong Turn 2: Dead End
- 2010: Step Up 3D
- 2011: Chillerama
- 2012: Battlestar Galactica: Blood & Chrome
- 2013: Europa Report
- 2013: Knights of Badassdom
- 2014: Angry Video Game Nerd: The Movie
- 2016: The Forest
- 2016: The Boy
- 2016: 10 Cloverfield Lane
- 2016: Colossal
- 2017: Rebel in the Rye
- 2017: Animal Crackers
- 2017: Maschinenland – Mankind Down (Revolt)
- 2017: Happy Deathday (Happy Death Day)
- 2017: Unrest (Dokumentarfilm)
- 2018: The Cloverfield Paradox
- 2018: TAU
- 2019: Rim of the World
- 2019: Happy Deathday 2U (Happy Death Day 2U)
- 2019: The Professor and the Madman
- 2019: Godzilla II: King of the Monsters (Godzilla: King of the Monsters)
- 2019: Child’s Play
- 2019: Eli
- 2020: Fantasy Island
- 2020: The Babysitter: Killer Queen
- 2020: Freaky
- 2020: Code Ava – Trained to Kill (Ava)
- 2022: Paws of Fury: The Legend of Hank
- 2023: We Have a Ghost
- 2023: Die letzte Fahrt der Demeter (The Last Voyage of the Demeter)
- 2024: Imaginary
- 2024: The Singularity
- 2025: Drop – Tödliches Date (Drop)

## Videospiele (Auswahl)
- 2010: Dark Void
- 2011: SOCOM 4: U.S. Navy SEALs
- 2011: Moon Breakers
- 2013: Defiance
- 2015: Assassin’s Creed Syndicate: Jack the Ripper (DLC)
- 2018: God of War
- 2021: Call of Duty: Vanguard
- 2022: God of War Ragnarök
- 2023: Forspoken

## Auszeichnungen
World Soundtrack Award
- 2023: Nominierung als Television Composer of the Year (The Serpent Queen, The Witcher: Blood Origin und The Lord of the Rings: The Rings of Power)[4]